# نیکولای کوچاروویچ
نیکولای کوچاروویچ (اوکراینی: Микола Ігорович Кухаревич؛ زادهٔ ۱ ژوئیهٔ ۲۰۰۱) بازیکن فوتبال اهل اوکراین است.
وی همچنین در تیم ملی فوتبال زیر ۲۱ سال اوکراین بازی کرده‌است.